# John Palliser
John Palliser CMG (29 de enero de 1817 - 18 de agosto de 1887) fue un geógrafo y explorador de origen irlandés. Después de su servicio en la Milicia de Waterford y de excursiones de caza en las praderas de América del Norte, dirigió la Expedición Británica de Exploración de América del Norte que investigó la geografía, el clima y la ecología de lo que más tarde se convertiría en el oeste de Canadá (a veces conocida por su nombre, Expedición Palliser).

## Biografía
Nacido en Dublín, Irlanda, era hijo del coronel Wray Palliser y hermano del mayor sir William Palliser (1830-1882), todos descendientes del doctor William Palliser, arzobispo de Cashel (1644-1726).
De 1839 a 1863, Palliser sirvió en la Milicia de Waterford, finalmente con el rango de capitán. También fue nombrado Alto Sheriff del Condado de Waterford entre 1844 y 1845. Durante una expedición de caza en la América del Norte británica en 1847, Palliser escribió  Solitary Rambles and Adventures of a Hunter in the Prairies,  publicado por primera vez en 1853. Viajó de regreso a la América del Norte británica como líder de la Expedición Británica de Exploración de América del Norte, que viajó por las regiones inexploradas del lejano oeste entre 1857 y 1861. Hizo una delimitación topográfica de la frontera entre la América del Norte británica y los Estados Unidos, desde el lago Superior hasta la costa del océano Pacífico. Fue asistido por el astrónomo teniente Thomas Blakiston de la Royal Artillery, el botánico Eugène Bourgeau y el geólogo Dr. James Hector.
Mientras viajaba, exploró algunos ríos:
- Río White Fish
- Río Kaministiquia
- Río Saskatchewan del Norte
- Río Saskatchewan del Sur
- río Rojo del Norte

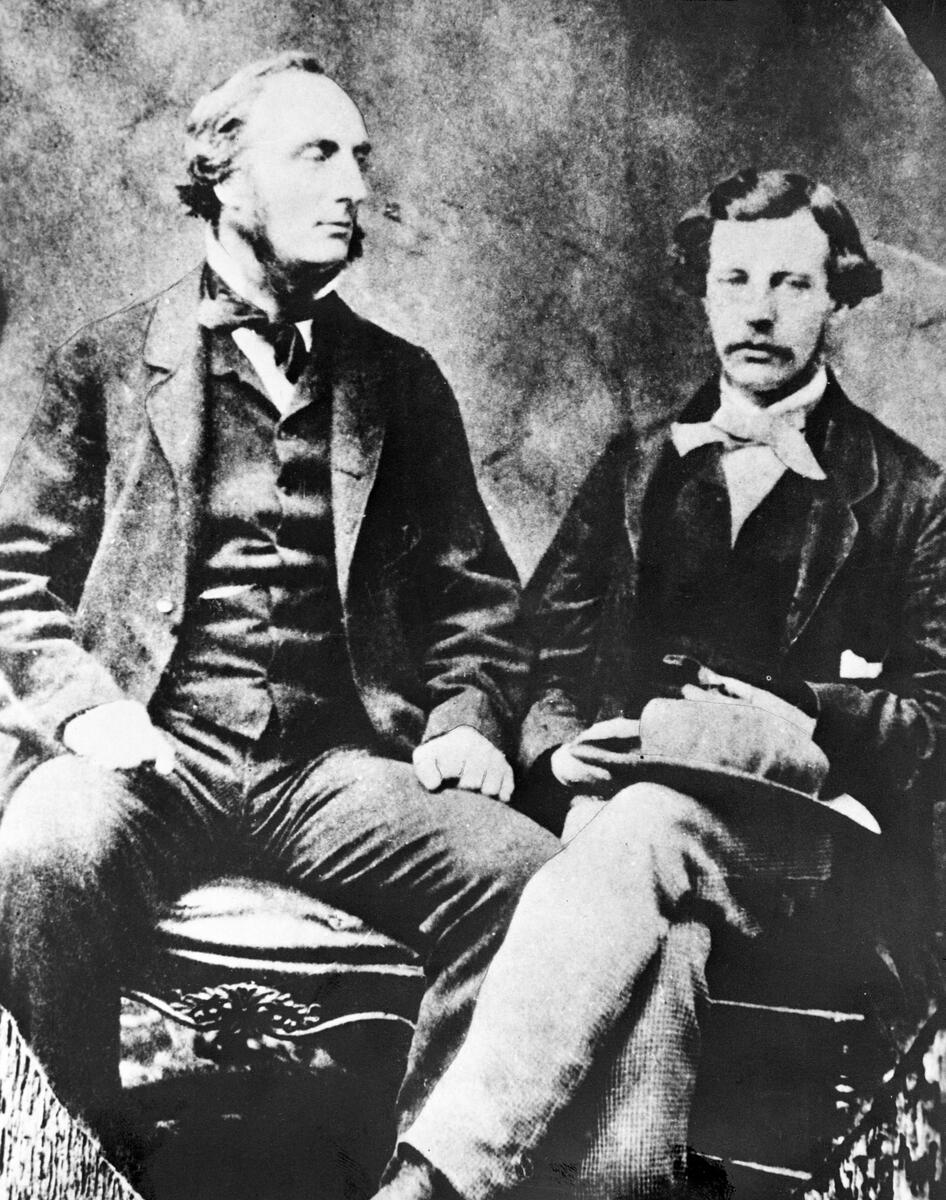
El capitán John Palliser (izquierda) y James Hector.

En 1859, Palliser recibió la medalla de oro del patrón de la Royal Geographical Society por su Campaña de las Montañas Rocosas. Regresó a Irlanda en 1862 y presentó sus hallazgos al Parlamento británico.
La información contenida en su estudio fue fundamental para poner fin a la propiedad de la Hudson's Bay Company sobre la Tierra de Rupert (tierras que comprendían todos los afluentes de la bahía de Hudson ) con la Deed of Surrender [Escritura de Entrega], que entró en vigor en 1870. Mientras que a Palliser se le atribuye la apertura al iniciarse una nueva era de asentamiento y desarrollo en el oeste canadiense, sus advertencias sobre la inadecuación para el desarrollo agrícola del área ahora conocida como Triángulo de Palliser fueron desatendidas. Palliser informó que la región, que incluía lo que ahora son el sureste de Alberta y el suroeste de Saskatchewan, era demasiado árida para la agricultura. No obstante, el área se estableció para la agricultura, pero fue devastada por la sequía del Dust Bowl.
Hubo rumores de que estaba trabajando en nombre de ciertas islas del Caribe y los estados confederados en América, pero no hay evidencia de que fuera un espía.[cita requerida]
En 1869 viajó a Novaya Zemlya en Rusia con otro de sus hermanos, Frederick Palliser  a bordo del barco Sampson.
Palliser fue nombrado Compañero de la Orden de San Miguel y San Jorge (CMG) en los Honores del Cumpleaños de 1877. Nunca se casó y se retiró a Irlanda, donde pasó el resto de su vida cuidando de su familia. Murió en su casa, Comeragh House, Mahon Bridge, en el condado de Waterford, Irlanda en 1887. Está enterrado en el cementerio de la iglesia Comeragh, Briska,  Kilmacthomas, Condado de Waterford La administración de Alberta ha colocado una placa en su tumba en conmemoración de sus logros.
El hotel Fairmont Palliser y el vecindario de Palliser en Calgary, Alberta, llevan su nombre, al igual que la cordillera Palliser, Palliser Regional School Division y la Palliser Formation de las Canadian Rockies. El club de geografía de pregrado de la Universidad de Calgary se llama Palliser Club.

## Publicaciones
- Solitary rambles and adventures of a hunter in the prairies (1853)
- Papers relative to the exploration by Captain Palliser of that portion of British North America which lies between the northern branch of the River Saskatchewan and the frontier of the United States; and between the Red River and Rocky Mountains (1859)
- The solitary hunter, or, Sporting adventures in the prairies (1860)
- Further papers relative to the exploration by the expedition under Captain Palliser of that portion of British North America which lies between the northern branch of the River Saskatchewan and the frontier of the United States; and between the Red River and the Rocky Mountains, and thence to the Pacific Ocean (1860)
- Exploration - British North America: The journals, detailed reports, and observations relative to the exploration, by Captain Palliser, of that portion of British North America, which, in latitude, lies between the British boundary line and the height of land or watershed of the northern or frozen ocean respectively, and in longitude, between the western shore of Lake Superior and the Pacific Ocean during the years 1857, 1858, 1859, and 1860 (1863)